# Protelater
Protelater is een geslacht van kevers uit de familie  
kniptorren (Elateridae).
Het geslacht is voor het eerst wetenschappelijk beschreven in 1877 door Sharp.

## Soorten
Het geslacht omvat de volgende soorten:
- Protelater atriceps Broun, 1886
- Protelater costiceps Broun, 1893
- Protelater diversus Broun, 1912
- Protelater elongatus Sharp, 1877
- Protelater guttatus Sharp, 1877
- Protelater huttoni Sharp, 1877
- Protelater nigricans Sharp, 1881
- Protelater opacus Sharp, 1877
- Protelater picticornis Sharp, 1877
- Protelater pubescens Broun, 1893
- Protelater urquharti Broun, 1893
- Protelater vitticollis Broun, 1886